# Françafrique

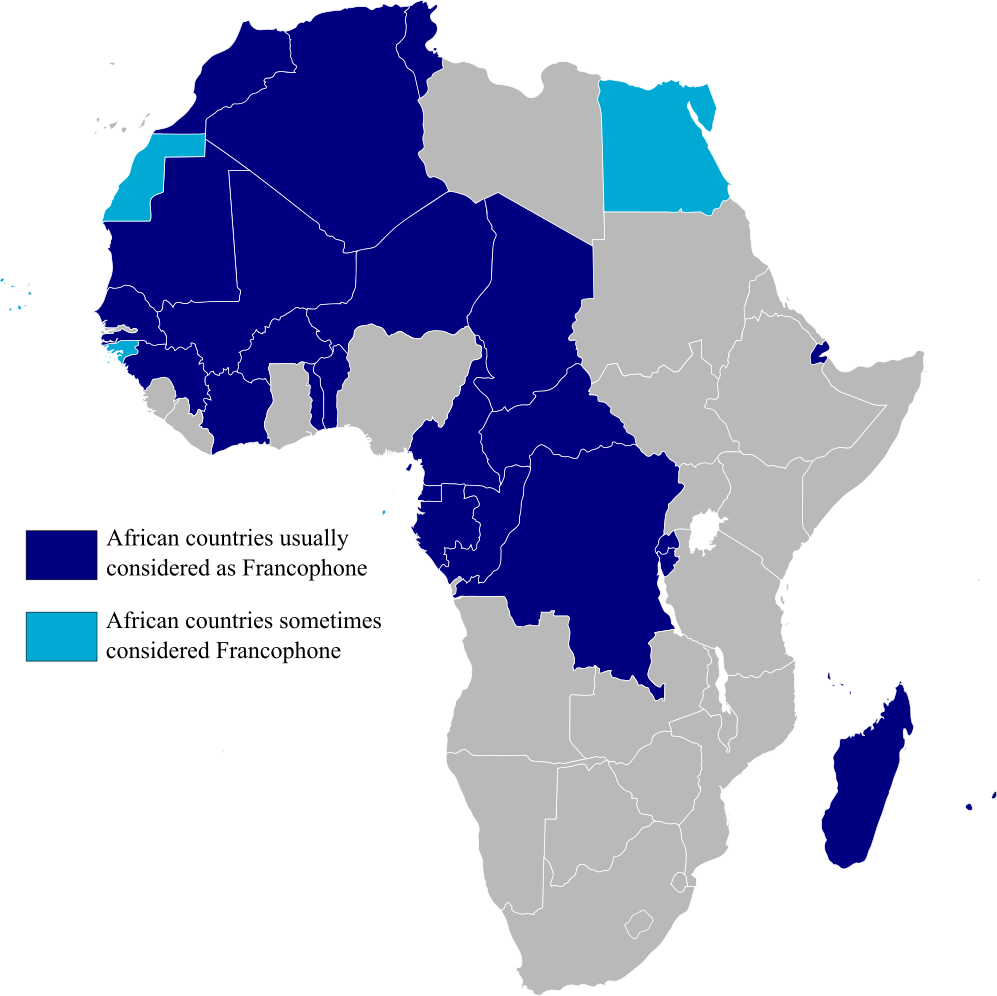
Frankophones Afrika

Der Begriff Françafrique ist eine Bezeichnung für die Einflusssphäre Frankreichs im frankophonen Subsahara-Afrika. Das französische Engagement in Afrika lässt sich bis auf das 17. Jahrhundert zurückverfolgen und Frankreich gehörte zu den führenden europäischen Kolonialmächten in Afrika. In der Amtszeit von Charles de Gaulle gewährte Frankreich in den 1960er Jahren den meisten seiner afrikanischen Kolonien die Unabhängigkeit. Frankreich unterhielt jedoch danach weiter sehr enge politische, wirtschaftliche, militärische und kulturelle Beziehungen zu seinen ehemaligen Kolonien, die vielschichtig waren und die offizielle wie auch auf die informelle Ebene einschlossen. Oft hatten sie den Charakter von Klientelbeziehungen mit lokalen autoritären Herrschern und mit ihnen verbundenen Eliten, die im Gegenzug für wirtschaftliche und politische Gefälligkeiten von Frankreich unterstützt wurden.
Françafrique zeichnete sich durch mehrere Merkmale aus, die sich während des Kalten Krieges herausgebildet hatten. Das erste war die Afrikazelle, eine Gruppe, die den französischen Präsidenten und seine engen Berater umfasste, die die politischen Entscheidungen in Bezug auf Afrika trafen, oft in enger Zusammenarbeit mit mächtigen Unternehmensnetzwerken und dem französischen Geheimdienst. Ein weiteres Merkmal ist die CFA-Franc-Zone, eine Währungsunion, die die Währungen der meisten frankophonen afrikanischen Länder an den französischen Franc und später den Euro koppelte. Françafrique basierte zu einem großen Teil auf dem Konzept der Coopération, das durch eine Reihe von Kooperationsabkommen zum Ausdruck kam, die es Frankreich ermöglichten, enge politische, wirtschaftliche, militärische und kulturelle Beziehungen zu seinen ehemaligen afrikanischen Kolonien aufzubauen. Frankreich sah sich auch als Garant für Stabilität in der Region und verfolgte eine interventionistische Politik in Afrika, was zu militärischen Operationen führte, die von 1960 bis Mitte der 1990er Jahre im Durchschnitt einmal pro Jahr stattfanden. Häufig wurden damit französische Interessen oder die Macht von mit Frankreich verbündeten Herrschern geschützt.
Nach 1990 hat sich die besondere Beziehung Frankreichs durch den Tod von wichtigen Persönlichkeiten der Françafrique und der europäischen Integration Frankreichs abgeschwächt. In Afrika sah sich Frankreich außerdem beim Wettbewerb um politischen und wirtschaftlichen Einfluss immer mehr durch Mächte wie die Volksrepublik China oder in jüngerer Zeit auch Russland herausgefordert. Auch in der Innenpolitik zahlreicher afrikanischer Staaten hat der anhaltende Einfluss der alten Kolonialmacht für Kontroversen gesorgt und wurde als Bevormundung und Neokolonialismus empfunden, weshalb es in einigen Ländern zu verstärkten Bemühungen kam, sich von Frankreich zu lösen.

## Etymologie
Der Ausdruck France-Afrique („Frankreich-Afrika“), der 1955 von Präsident Félix Houphouët-Boigny von der Elfenbeinküste verwendet wurde, gilt als Vorläufer des Begriffs. Er beschrieb die engen Beziehungen afrikanischer Staaten zu Frankreich und war ein neutraler Terminus. Der Begriff wurde später von François-Xavier Verschave in Françafrique umbenannt und als Titel seines 1998 erschienenen Buches La Françafrique: le plus long scandale de la République verwendet, das die französische Politik in Afrika kritisiert. Verschave und die NGO Survie, deren Präsident er bis zu seinem Tod im Jahr 2005 war, griffen den Ausdruck von Houphouët-Boigny wieder auf, um die zahlreichen versteckten Verbindungen zwischen Frankreich und Afrika zu benennen und anzuprangern. Später definierte er Françafrique als „die geheime Kriminalität in den oberen Etagen der französischen Politik und Wirtschaft, wo sich eine Art Untergrundrepublik verbirgt“.

## Geschichte

### Kolonialzeit
Im Jahr 1659 gründete Frankreich den Handelsposten Saint-Louis im heutigen Senegal. Im 19. Jahrhundert wurden die Kolonialisierungsbemühungen verstärkt und Algerien wurde 1830 erobert und später zu einem integralen Teil Frankreichs gemacht. Die Bahnstrecke Dakar–Niger wurde Ende des 19. Jahrhunderts gebaut und verschiedene französischen Kolonialgebiete in Subsahara-Afrika zu Französisch-Westafrika (1895) und Französisch-Äquatorialafrika (1910) zusammengefasst. In beiden Weltkriegen kämpften zahlreiche Truppen aus afrikanischen Kolonialgebieten auf der Seite Frankreichs. Nach dem Ende des Zweiten Weltkriegs wurde den afrikanischen Kolonien in der Union française eine verstärkte Autonomie gewährt, was Charles de Gaulle 1944 auf der Konferenz von Brazzaville versprochen hatte.

### Charles de Gaulle (1958–1969)
Als Charles de Gaulle 1958 als französischer Staatspräsident an die Macht zurückkehrte, war Frankreich durch den Zweiten Weltkrieg und die Konflikte in Indochina und Algerien geschwächt. Er gewährte den verbliebenen französischen Kolonien in Afrika südlich der Sahara 1960 die Unabhängigkeit, um enge kulturelle und wirtschaftliche Beziehungen zu ihnen aufrechtzuerhalten und weitere kostspielige Kolonialkriege zu vermeiden. Im Vergleich zur Entkolonialisierung von Französisch-Indochina und Algerien verlief die Machtübergabe in Afrika südlich der Sahara größtenteils friedlich. Die Vereinigten Staaten waren für die Dekolonisation, unterstützten jedoch auch eine anhaltende französische Präsenz in der Region, um den Einfluss der Sowjetunion im Sinne der Containment-Politik einzudämmen.

Französische Gemeinschaft 1959

Zur Bindung der französischen Kolonien an Frankreich wurde 1958 die Französische Gemeinschaft als Staatenunion und Nachfolger der Union française geschaffen. Am 28. September 1958 wurde ein Referendum organisiert, um über das Schicksal der betroffenen afrikanischen Staaten zu entscheiden. Ein „Ja“ bedeutete den Beitritt zur Französischen Gemeinschaft und einen Weg in die Unabhängigkeit, ein „Nein“ die sofortige Unabhängigkeit. De Gaulle hatte gewarnt, dass die Staaten, die mit „Nein“ stimmten, „Sezession“ betreiben würden und dass Frankreich seine finanzielle und materielle Hilfe zurückziehen würde. Alle stimmten mit „Ja“, außer Guinea, angeführt von Ahmed Sékou Touré, dem Vorsitzenden der Demokratischen Partei Guineas. Am 2. Oktober 1958 erklärte Guinea seine Unabhängigkeit, und Sékou Touré wurde der erste Präsident des Landes. Er verkündete „Wir ziehen Armut in Freiheit einem Reichtum in der Sklaverei vor“. Paris befürchtete, dass Guinea ähnliche Bewegungen in der Region anstacheln könnte, und beschloss daher, politische und wirtschaftliche Vergeltungsmaßnahmen zu ergreifen. Obwohl Sékou Touré am 15. Oktober 1958 in einem Brief an de Gaulle darum bat, Guinea in der CFA-Franc-Zone zu belassen, schloss Frankreich das Land nach der Unabhängigkeit aus der Währungsunion aus. Das isolierte Guinea näherte sich im Rahmen des Kalten Krieges den Ländern des Ostblocks an. Das Land begann mit Hilfe ausländischer Experten an einer neuen Währung zu arbeiten, doch Frankreich sah darin eine Gefahr für seinen Einfluss. Daher leitete Frankreich 1959 Operationen ein, um die Regierung Guineas zu untergraben. Zu den angewandten Destabilisierungsmethoden gehörte die „Operation Persil“, bei der eine große Menge gefälschter Banknoten der neuen Währung ins Land gebracht wurde, um eine Inflation auszulösen und die Wirtschaft zu stören. Dennoch hielt sich das Regime von Sékou Touré mit Hilfe der UdSSR und Chinas bis zu seinem Tod im Jahr 1984 an der Macht.
Unter de Gaulles Berater Jacques Foccart wurde die Grundlage für Frankafrique gelegt. Foccart spielte eine zentrale Rolle bei der Aufrechterhaltung der französischen Einflusssphäre in Subsahara-Afrika, indem er eine Reihe von Kooperationsabkommen in den Bereichen Politik, Wirtschaft, Militär und Kultur mit einer Reihe afrikanischer Länder schloss, darunter den ehemaligen französischen Kolonien in Subsahara-Afrika (Benin, Burkina Faso, Dschibuti, Elfenbeinküste, Gabun, Guinea, Komoren, Madagaskar, Mali, Mauretanien, Mauritius, Niger, Republik Kongo, Senegal, Seychellen, Tschad und Zentralafrikanische Republik), ehemaligen Treuhandgebieten der Vereinten Nationen (Kamerun und Togo), ehemaligen belgischen Kolonien (Burundi, Ruanda und Zaire/Demokratische Republik Kongo) sowie ehemaligen portugiesischen (Guinea-Bissau) und spanischen (Äquatorialguinea) Gebieten. Foccart etablierte auch ein enges Netzwerk an persönlichen Beziehungen in Afrika. Frankreich förderte den Aufbau zentralistischer politischer Systeme in seinen ehemaligen Kolonien und stellte deren Herrscher dann unter seinen militärischen Schutz. Über sein Netzwerk in Afrika sicherte sich Frankreich die Kontrolle über die Rohstoffvorkommen der afrikanischen Länder, auf die französische Unternehmen einen bevorzugten Zugriff bekamen.

### Georges Pompidou (1969–1974)
Während seiner fünfjährigen Amtszeit brach Georges Pompidou nicht mit der gaullistischen Tradition. Françafrique war weiter unter der Führung von Foccart sehr stark, und in diesen Jahren wurde das System von Netzwerken zwischen Frankreich, französischen Unternehmen und afrikanischen Eliten ausgebaut.

### Valéry Giscard d’Estaing (1974–1981)
Als Valéry Giscard d’Estaing 1974 an die Macht kam, wollte er mit den Praktiken von de Gaulle brechen und die Beziehungen zwischen Frankreich und Afrika modernisieren. Dabei stieß er auf mehrere Hindernisse. Die Netzwerke von Françafrique blieben dank René Journiac, dem Nachfolger von Foccart, bestehen, der trotz der Apartheid enge Beziehungen zu Südafrika, aber auch zu Kongo, Gabun und Niger unterhielt, deren Rohstoffe für Frankreich wichtig waren. Die politische Instabilität der afrikanischen Staaten veranlasste ihn dazu, die Rolle des „Polizisten Afrikas“ zu spielen, d. h. militärisch zu intervenieren, insbesondere im Tschad und in Zaire, um den lokalen Machthabern unter die Arme zu greifen. Ein weiteres Hindernis war schließlich, dass der französische Präsident in Korruptionsfälle verwickelt war, die der Canard Enchainé im Oktober 1979 aufdeckte. Jean-Bedel Bokassa, Kaiser der Zentralafrikanischen Republik, soll ihm mehrfach Koffer mit Diamanten geschickt haben. Zunächst schwieg er über die Affäre, doch als neue Beweise auftauchten, meldete er sich schließlich zu Wort und erklärte, die erhaltenen Geschenke seien alle verkauft und das eingenommene Geld an Nichtregierungsorganisationen gespendet worden. Mehr als die Fakten war es vor allem die Symbolik der Affäre, die das Image Valéry Giscard d’Estaing erschütterte.

### François Mitterrand (1981–1995)
In den 14 Jahren, in denen François Mitterrand im Élysée-Palast regierte, standen sich zwei Dynamiken gegenüber. Die Notwendigkeit, die französischen Interessen in Afrika zu verteidigen, entsprachen den politischen Entscheidungen von Mitterrands Vorgängern, auch wenn er im Gegensatz zu de Gaulle und Pompidou ein Sozialist war. Dennoch gab es einen außenpolitischen Kurswechsel in Bezug auf Françafrique. Mitterrand machte die öffentliche finanzielle und materielle Hilfe des französischen Staates stärker von der Demokratisierung der afrikanischen Länder abhängig. Er distanzierte sich auch vom Apartheidregime in Südafrika.

### Jacques Chirac (1995–2007)
1995 wurde Jacques Chirac nach mehreren Anläufen zum französischen Staatspräsidenten gewählt. Er brachte Foccart mit, der während Chiracs Zeit als Bürgermeister von Paris und Premierminister sein Berater in Afrikafragen gewesen war. Chirac setzte die diplomatischen Bemühungen Frankreichs fort, die besonderen Beziehungen zu Afrika aufrechtzuerhalten. So lehnte er die Abwertung des CFA-Franc ebenso ab wie eine Reform der Zusammenarbeit, die für ihn eine Aufkündigung der französischen Solidarität mit dem afrikanischen Kontinent bedeuten würde. Er wurde von den afrikanischen politischen Führern vor Ort geschätzt und machte die Frage der Menschenrechte nicht zu einer Priorität seiner Afrikapolitik, wie seine Nähe zum autoritären Regime von Mobutu Sese Seko in Zaire zeigte.

### Nicolas Sarkozy (2007–2012)
Nicolas Sarkozy hat sich für eine Umgestaltung der französisch-afrikanischen Beziehungen eingesetzt. Er beendete damit die jahrzehntelangen offiziellen und inoffiziellen Netzwerke, die einst von Foccart geknüpft worden waren und stellte sie auf die Ebene der regulären zwischenstaatlichen Beziehungen. Sarkozy sorgte jedoch auch für Empörung, als er am 26. Juli 2007 in einer Rede an der Cheikh-Anta-Diop-Universität in Dakar erklärte, dass „Afrikas Drama ist, dass der Afrikaner nicht genug in die Geschichte eingetreten ist“ und „der afrikanische Bauer kennt nur den ewigen Wiederbeginn der Zeit im Rhythmus der endlosen Wiederholung derselben Gesten und derselben Worte. In dieser Geisteshaltung, wo alles immer wieder anfängt, gibt es Platz weder für das Abenteuer der Menschheit noch für die Idee des Fortschritts“. Er bezeichnete auch den Kolonialismus als „Aufbauarbeit“, für den man sich nicht zu entschuldigen habe.

### Francois Hollande (2012–2017)
Die fünfjährige Amtszeit von François Hollande war durch eine Ambivalenz in der französischen Außenpolitik gegenüber Afrika gekennzeichnet. Als er an die Macht kam, versprach er das Ende von Françafrique und erklärte: „Die Zeit von Françafrique ist vorbei: Es gibt Frankreich, es gibt Afrika, es gibt die Partnerschaft zwischen Frankreich und Afrika, mit Beziehungen, die auf Respekt, Klarheit und Solidarität basieren“. Hollande intervenierte jedoch auch militärisch in der Sahelzone und ließ dort französische Truppen stationieren. Auch die guten Beziehungen zu langjährigen Diktatoren wie Paul Biya in Kamerun und Idriss Déby im Tschad zur Wahrung französischer Interessen verdeutlichten das Dilemma Frankreichs in Afrika.

### Emmanuel Macron (2017–)
Im August 2017 gründete Emmanuel Macron den Präsidialrat für Afrika, ein beratendes Gremium, das sich aus Persönlichkeiten der Zivilgesellschaft zusammensetzt, vor allem aus Mitgliedern der afrikanischen Diaspora. Während seine Befürworter die Institution als eine Möglichkeit sehen, Persönlichkeiten der Zivilgesellschaft zu Themen zusammenzubringen, die mit Afrika zu tun haben, und nicht nur Beamte oder Wirtschaftsführer, sehen andere sie als eine neue Brücke zwischen afrikanischen Eliten, der afrikanischen Diaspora und französischen Interessen in Afrika.
In den frühen 2020er Jahren kündigten die Militärjuntas von Burkina Faso, Mali und Niger die Militärabkommen, die den Einsatz französischer Truppen auf ihrem Territorium erlaubten, und schafften im Fall von Mali Französisch als Amtssprache ab. Bei den Putschen soll der Einfluss Russlands eine wichtige Rolle gespielt haben. Die Putsche wurden als große Niederlage für den Einfluss Frankreichs in Afrika angesehen. Die drei Putschistenregime schlossen sich zur 2023 zur antifranzösischen Allianz der Sahelstaaten zusammen.
In Reaktion auf den zunehmende antifranzösische Haltung in vielen afrikanischen Staaten, welche besonders unter jüngeren Menschen verbreitet ist, kündigte Macron eine Zeitenwende in der französischen Afrikapolitik und eine „gleichberechtigte Kooperation“ mit afrikanischen Staaten an.

## Französische Interventionen in Afrika
Die Entscheidungen über die französische Afrikapolitik fallen seit 1958 in die Zuständigkeit der französischen Präsidenten, die zusammen mit ihren engen Beratern die sogenannte Afrikanische Zelle bildeten, die Entscheidungen über die afrikanischen Länder traf, ohne in eine breitere Diskussion mit dem französischen Parlament und den Akteuren der Zivilgesellschaft wie den Nichtregierungsorganisationen einzutreten. Über Elitenbeziehungen bauten französische Netzwerke so Klientelbeziehungen zu Herrschen wie der Familie Bongo in Gabun oder der Familie Déby im Tschad auf. Die Aktivitäten dieser Netzwerke unterlagen lange keiner parlamentarischen Aufsicht oder Kontrolle, was Korruption begünstigte.

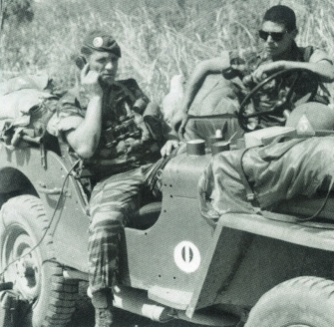
Französische Truppen in Zaire (1978)

Nach der Entkolonialisierung schloss Frankreich mit vielen frankophonen Ländern in Afrika südlich der Sahara formelle Verteidigungsabkommen ab, die es Frankreich ermöglichten, sich als Garant für Stabilität und als Hegemonialmacht in der Region zu etablieren. Frankreich verfolgte in Afrika eine interventionistische Politik, die zu 40 militärischen Interventionen führte, die von 1960 bis Mitte der 1990er Jahre durchschnittlich einmal pro Jahr stattfanden und Länder wie Benin (Operation Verdier 1991), die Zentralafrikanische Republik (Operation Barracuda 1979 und Operation Almandin 1996), den Tschad (Opération Bison 1968–72, Opération Tacaud 1978, Operation Manta 1983 und Opération Épervier 1986), die Komoren (Operation Oside 1989 und Operation Azalee 1995), die Demokratische Republik Kongo (Operation Léopard 1978 und Operation Baumier 1991, als es noch Zaire war, sowie Operation Artemis 2003), Dschibuti (Operation Godoria 1991), Gabun (1964 und Operation Requin 1990), Elfenbeinküste (Opération Licorne 2002), Mauretanien (Opération Lamantin im Jahr 1977), Republik Kongo (Opération Pélican im Jahr 1997), Ruanda (Operation Noroît im Jahr 1990–93, Operation Amaryllis im Jahr 1994 und Opération Turquoise im Jahr 1994), Togo (1986), Senegal (Verhinderung eines Staatsstreichs im Jahr 1962) und Sierra Leone (Operation Simbleau im Jahr 1992) betrafen. Frankreich intervenierte häufig zum Schutz französischer Staatsangehöriger, zur Niederschlagung von Rebellionen oder zur Verhinderung von Putschen, zur Wiederherstellung der Ordnung oder zur Unterstützung bestimmter afrikanischer Führer. Frankreich soll sich zur Wahrung seiner Interessen selbst an Putschen und Wahlfälschungen beteiligt haben, was in den 1990er Jahren ans Licht kam. Jüngere Interventionen waren die Opération Serval (2013–14) in Mali und die Opération Barkhane (2014–21) in der Sahelzone. Frankreich hat sich bemüht, seinen militärischen Fußabdruck in Afrika zu verringern, indem es multilaterale Vereinbarungen mit afrikanischen und europäischen Staaten getroffen hat und die Sicherheitskooperation häufig europäisiert oder auf die Ebene der NATO gestellt hat.
Französische Söldner waren an verschiedenen Kriegen und Umstürzen in afrikanischen Ländern beteiligt. Der Söldner Bob Denard war auf den Komoren in den 1970er Jahren an drei Putschen gegen die Regierung beteiligt und wurde zum inoffiziellen Herrscher der Insel. Er brachte auch die Wirtschaft des Landes unter seine Kontrolle. Daneben war Denard auch an Umstürzen in anderen afrikanischen Ländern beteiligt.

## Wirtschaftliche Aspekte

Die CFA-Franc-Zonen:
CFA-Franc BCEAO (Wirtschaftsunion UEMOA)
CFA-Franc BEAC (Wirtschaftsunion CEMAC)

Die CFA-Franc-Zone, eine Währungsunion in den afrikanischen Ländern südlich der Sahara, entstand, als der CFA-Franc (oder Franc de la Communauté Financière Africaine) 1945 als Kolonialwährung für mehr als ein Dutzend afrikanischer Kolonien Frankreichs geschaffen wurde. Die Zone blieb auch nach der Unabhängigkeit der Kolonien in den frühen 1960er Jahren bestehen. Nur drei afrikanische Länder verließen die Zone, meist um an eigener Handlungsfähigkeit zu gewinnen. Eines der drei Länder, Mali, trat der Zone 1984 wieder bei. Der CFA-Franc war an den französischen Franc und wurde danach an den Euro gekoppelt, und seine Konvertibilität wird vom französischen Schatzamt garantiert. Obwohl der CFA-Franc denselben Wechselkurs hat, handelt es sich eigentlich um zwei Währungen, den zentralafrikanischen CFA-Franc BCEAO und den westafrikanischen CFA-Franc BEAC, die von den jeweiligen Zentralbanken in Zentral- und Westafrika verwaltet werden. Die Devisenreserven der Mitgliedsländer werden zusammengelegt, und jede der beiden afrikanischen Zentralbanken hält die Hälfte ihrer Währungsreserven beim französischen Schatzamt. Der CFA-Franc garantiert die Preisstabilität und beseitigt Währungsrisiken für französische Unternehmen, verhindert jedoch, dass die beteiligten Staaten eine eigenständige Geldpolitik betreiben können. Der CFA-Franc wurde wiederholt kritisiert und als Relikt der Kolonialzeit bezeichnet, weshalb seine Abschaffung gefordert wurde.
Frankreich ist ein wichtiger Geber von Entwicklungshilfe für zahlreiche Länder in Afrika. Das vor 1990 geltende Hilfesystem der alten Françafrique, das die afrikanischen Länder südlich der Sahara wirtschaftlich von Frankreich abhängig gemacht hat, ist nun einem neuen Regime gewichen, das die Selbstversorgung sowie den politischen und wirtschaftlichen Liberalismus fördern soll. Frankreich hat auch die Abidjan-Doktrin übernommen, die die wirtschaftliche Abhängigkeit der afrikanischen Länder internationalisiert hat, indem sie zunächst eine Vereinbarung mit dem Internationalen Währungsfonds (IWF) treffen müssen, bevor sie französische Hilfe erhalten.
Mit den Ländern der CFA-Franc-Zonen lag das Handelsvolumen 2022 bei acht Milliarden US-Dollar. Französische Unternehmen haben hier eine dominante Position in den Bereichen Bergbau, Öl und Gas, Telekommunikation und Landwirtschaft etabliert. Große Bedeutung hat Afrika für Frankreichs Versorgung mit Erdöl und Uran für seine Atomindustrie. Die ökonomische Position Frankreichs wird allerdings durch neue Mächte wie der Volksrepublik China oder Indien herausgefordert, sodass Frankreich Marktanteile verloren hat. Außerdem hat der französische Handel mit Ländern in Afrika, welche nicht zu den ehemaligen französischen Kolonialgebieten gehören, wie z. B. Nigeria, Angola oder Südafrika an relativer Bedeutung gewonnen.

## Kulturbeziehungen
Die französische Sprache und Kultur wurde durch die Kolonialzeit in Afrika verbreitet. 2023 hat das Französische in Afrika über 160 Millionen Sprecher, was die Mehrheit aller Sprecher der Sprache weltweit war. Ein wichtiges Forum für die Kulturbeziehungen zwischen Frankreich und seinen ehemaligen Kolonien in Afrika ist die Organisation internationale de la Francophonie (OIF). Um Soft Power auszuüben, ist Frankreich mit zahlreichen Kulturvertretungen in Afrika vertreten. Die besondere Beziehung Frankreichs zu Afrika gerät allerdings durch den zunehmenden Vormarsch der Weltsprache Englisch unter Druck, so hat z. B. Ruanda 2009 das Französische durch das Englische ersetzt. Eine weitere enge Verbindung besteht über eine große afrikanische Diaspora in Frankreich, die mehrere Millionen Menschen umfasst und Kontakte in ihre Herkunftsländer unterhält.
In vielen ehemaligen französischen Kolonien ist seit den 1990er Jahren eine wachsende antifranzösische Stimmung zu beobachten. Dieses Gefühl ist vor allem bei den jüngeren Generationen vorhanden. In den Ländern der Sahelzone kam es in den 2020er Jahren zu antifranzösischen Ausschreitungen und zur Machtergreifung antifranzösischer Regime, welche ankündigten, den französischen kulturellen Einfluss zu beseitigen. Im Senegal verwüsteten Demonstranten bei Protesten 2021 Symbole französischen Einflusses wie Auchan-Supermärkte, Orange-Läden und Total-Tankstellen.